# Phidolopora trisinuata
Phidolopora trisinuata är en mossdjursart som beskrevs av Liu 200. Phidolopora trisinuata ingår i släktet Phidolopora och familjen Phidoloporidae. Inga underarter finns listade i Catalogue of Life.